# بازار میثم سرایان
بازار میثم سرایان، بازاری تاریخی که در محدوده بافت تاریخی سرایان در استان خراسان جنوبی واقع شده است. علاوه بر اهمیت فرهنگی تاریخی بازار، ارتباط آن با ۳ بنای ارزشمند دوره صفوی که بازار در اطراف آن واقع شده یعنی حمام، آب انبار و کاروانسرا بر اهمیت آن افزوده است. محور فرهنگی تاریخی بازار میثم (آهنگران) در محدوده بافت تاریخی و در جنوب شرق شهر سرایان واقع شده است.
این بازار با شماره ۲۹۳۲۳ در فهرست آثار ملی کشور به ثبت رسیده است.

## معماری
مجموعه بازار میثم که در بافت تاریخی سرایان واقع شده شامل ۱۸ دربند مغازه یا گارگاه است که تاریخی از دوره صفوی تا قاجار را دربردارد. از آنجا که بناهای اطراف شامل (حمام، آب انبار و کاروانسرا) همگی مربوط به دوره صفوی هستند طبعاً بازار در طی همین دوران شکل گرفته است. بخش‌هایی از بازار هنوز اصالت معماری صفوی را در خود حفظ کرده است. با این حال مجموعه بازار تاریخی از صفوی تا قاجار و پهلوی را دربردارد. از آنجا که بخشی از بازار به کارگاه‌های آهنگری اختصاص داشته به نام بازار آهنگران هم خوانده شده است. در ضلع شمالی بازار میثم نیز قطعه زمینی وجود دارد که درگذشته جزئی از بازار قدیمی میثم بوده است. بازار به همراه بناهای شاخص مذکور و بافت پیرامون آن هویت شهری گذشته را به نمایش می‌گذارد و در حال حاضر چند کارگاه زنگوله سازی و آهنگری سنتی و یک کارگاه خراطی در این مجموعه فعال هستند.

## مرمت
عملیات مرمت فضای داخلی غرفه‌های بازار قدیمی میثم سرایان شامل آواربرداری و خاکبرداری، حذف الحاقات، اجرای اندود گچ سقف و دیواره‌ها، آجرفرش کف غرفه‌ها و اجرای اندود کاهگل پشت بام بازار انجام شده است. ۱۴ غرفه بازار به صورت کامل مرمت شده است و فعال است.
در حال حاضر کارگاه‌های زنگوله سازی و آهنگری سنتی و کارگاه خراطی در این مجموعه فعال هستند.